# Лукич, Новица
Новица Лукич (серб. Новица Лукић / Novica Lukić; 14 сентября 1919 — 1 мая 1957) — подпоручик Югославской армии на родине, майор Французского иностранного легиона.

## Биография

### Ранние годы
Новица Лукич родился 14 сентября 1919 года в селе Шливовац в общине Крагуевац. Родители — бедные крестьяне Милутин и Любица Лукичи, сам Новица был четвёртым ребёнком в семье. По вероисповеданию православный. Окончил начальную школу в селе, поступил в гимназию Крагуеваца, куда ходил каждый день, проходя по 18 км и не имея под рукой никаких вещей. Окончил четыре класса гимназии, сдал экзамен и поступил в школу Военно-технического института Крагуеваца. С 1937 года работал там, нёс службу в 4-й роте пиротехнического батальона, в его расположении встретил войну. По воспоминаниям, владел несколькими иностранными языками, играл на музыкальных инструментах, занимался спортом и писал стихи и книги.

### В рядах четников
После капитуляции в апреле 1941 года Милорад Лукич, старший брат Новицы, служивший в ВВС Югославии, возглавил движение сопротивления. Новица стал курьером Командования группы шумадийских корпусов, сотрудничавшей с Женской равногорской организацией Сербии, а также вступил в Гружанский четницкий отряд, где служил под псевдонимом «Ангел 31». Был произведён в подпоручики (младшие лейтенанты) Югославского войска на родине, осенью 1941 года встретился с главой движения четников Драголюбом Михаиловичем. За участие в сражениях оба брата были награждены Золотой медалью за храбрость, а Милорад также был отмечен и Орденом Белого орла с мечами, получив звание подпоручика ВВС по распоряжению югославского правительства в Лондоне.
В 1943 году Милорад погиб в одном из сражений, в 1945 году погиб и ещё одни брат Новицы — младший Светислав. Во время войны Новица встречался с женщиной по имени Мица и женился на ней весной 1944 года. В браке родился сын Мирослав, которого Новица никогда не видел. Осенью 1944 года после Белградской наступательной операции четники покинули территорию Сербии, а Новица участвовал в исходе четников с территории Боснии на территорию Словении — «Боснийской Голгофе», в декабре был ранен около местечек Бечир и Пашина-Кула. Немцами был вывезен на лечение в протекторат Богемия и Моравия, в местечко Млада-Болеслав, где написал книгу «Моя любовь» (серб. Моја љубав).
После лечения Новица отправился в составе Шумадийской группы корпусов с братьями под командованием Душана Смилянича, перейдя из протектората Богемии и Моравии через аннексированную Австрию на территорию Словении. Вступил в резервный батальон Динарской дивизии четников. В мае 1945 года с остатками словенских четников ушёл в Италию, где в местечке Корманс сдался союзникам и отправился в лагерь военнопленных в Чезену, а затем осенью 1945 года отправлен в Эболи. Встречался неоднократно с югославскими военнопленными, эмигрировавшими четниками и беженцами; по его словам, британские союзники обращались сносно с военнопленными в лагере. В Эболи опубликовал несколько своих воспоминаний: «Вторая мировая война — Вихрь», «Через свободные Сербские горы», «Равногорцы Шумадии», «На чужбине», «Неизвестность», «Моя мать», «Моей дорогой» и т.д..
Новица не признал коммунистические власти и отказался возвращаться на родину, заявив, что его будут судить как государственного изменника, хотя он не сотрудничал с гитлеровцами и вёл против них борьбу. Осудив казнь Драголюба Михаиловича в 1946 году, Новица заявил, что вернётся в Югославию к родным и близким только после восстановления довоенного строя вместе с королём Петром II.

### Французский иностранный легион
Через полтора года Новица получил от своего брата письмо о том, что у него есть сын. Был вывезен в Германию в Мюнстер, где получил статус перемещённого лица по указу короля Георга VI как участник сопротивления. Позже он уехал в Марсель, где вступил во Французский Иностранный легион. Осенью 1948 года в тунисском местечке Ле-Кеф получил Certificat d'aptitude (диплом о высшем образовании), в 1949 году награждён Колониальной медалью. Участник операций в Индокитае, в том числе сражений во Вьетнаме. Поддерживал связь со своей женой, рассказывал ей о службе в Азии, Африке и на Карибских островах. В 1951 году до октября служил в тунисском Хамамете, много ездил по Северной Африке. В 1952 году получил гражданство Франции, в том же году в звании сержанта-шефа, командира I/6-го иностранного пехотного полка получил «Сертификат за хорошую службу» (фр. Certificat de bonne conduite).
Летом 1952 года Новица уехал во Францию, где переезжал из города в город, разыскивая работу, и пытался добиться встречи со своей женой и сыном: несмотря на все старания и письма, югославское правительство отказывало в выезде Мице и Мирославу. Он дослужился в итоге до звания майора, но большая часть документов, подтверждающих это, была безвозвратно утеряна. Есть свидетельства, что Новица потерял левую руку в одном из сражений. 1 мая 1957 года он погиб в Тунисе.